# Haplidus mandibularis
Haplidus mandibularis är en skalbaggsart som beskrevs av Chemsak och Linsley 1963. Haplidus mandibularis ingår i släktet Haplidus och familjen långhorningar. Inga underarter finns listade i Catalogue of Life.